# District de Mandya
Le district de Mandya (en kannada : ಮಂಡ್ಯ ಜಿಲ್ಲೆ) est l'un des trente districts  de l'État du Karnataka en Inde.

## Histoire

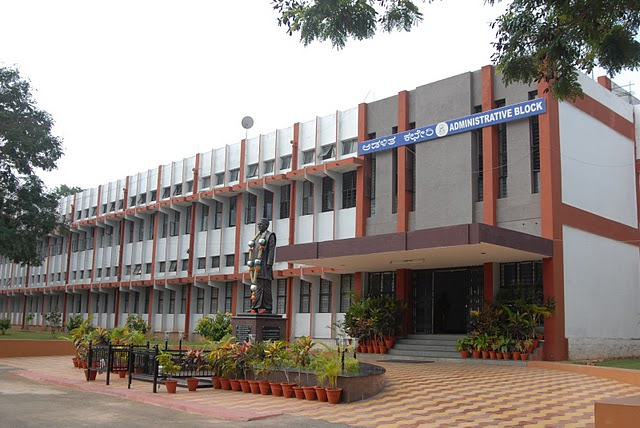
École d'ingénieur (PES) à Mandya.

Le district actuel est créé en 1939. Il a une histoire liée à celle de l’État de Mysore :  les  dynasties Ganga, puis Cholas, Hoysala et Vijayanagara.

## Géographie
Au recensement de 2011, sa population était de 1 805 769 habitants pour une superficie de 4 962 km2, la population est à 17,08% urbaine et à 70,4% alphabétisée. 
Son chef-lieu est la ville de Mandya.

### Hydrographie
Les cours d'eau Cauvery et ses affluents, Hemavathi, Shimsha, Lokapavani et Veeravaishnavi régulé par le barrage de Krishnarajasagar, les Chutes de Shivanasamudram et les chutes de Jog irriguent ce district.

## Transport
Le district de Mandya est relié au reste du continent par les autoroutes NH48 et NH209 ainsi que par les entreprises ferroviaires SWR et IR.

## Tourisme
Il y a un sanctuaire pour oiseaux migrateurs à Ranganathittu dans une île sur le Cauvery.

## Les Taluks
Le district de Mandya est divisé en sept Taluks :
- Mandya, Malavalli, Maddur, Nagamangala, Krishnarajpet, Pandavapura et Srirangapatna.

## Galerie

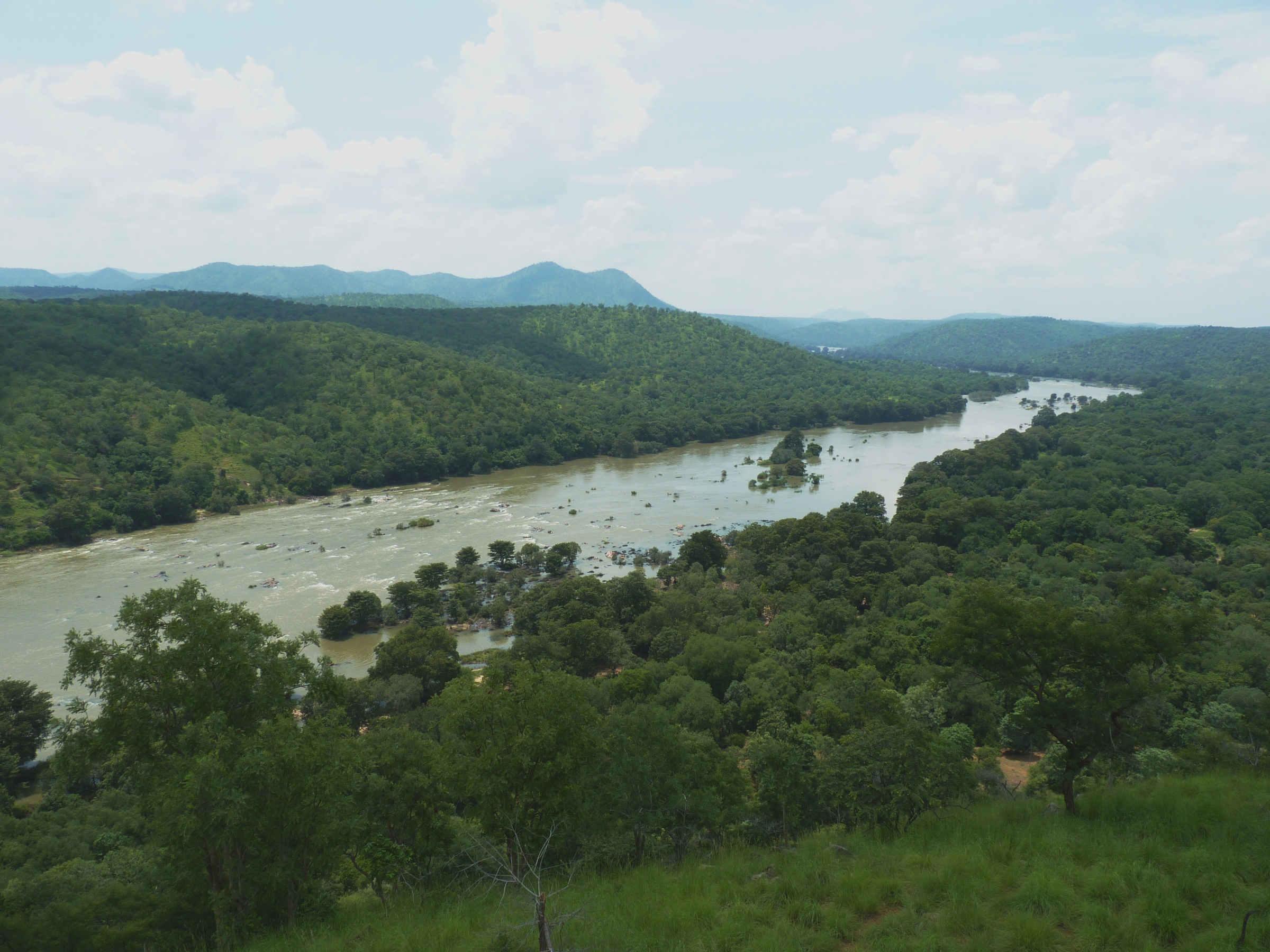
Sanctuaire sur la Cauvery.
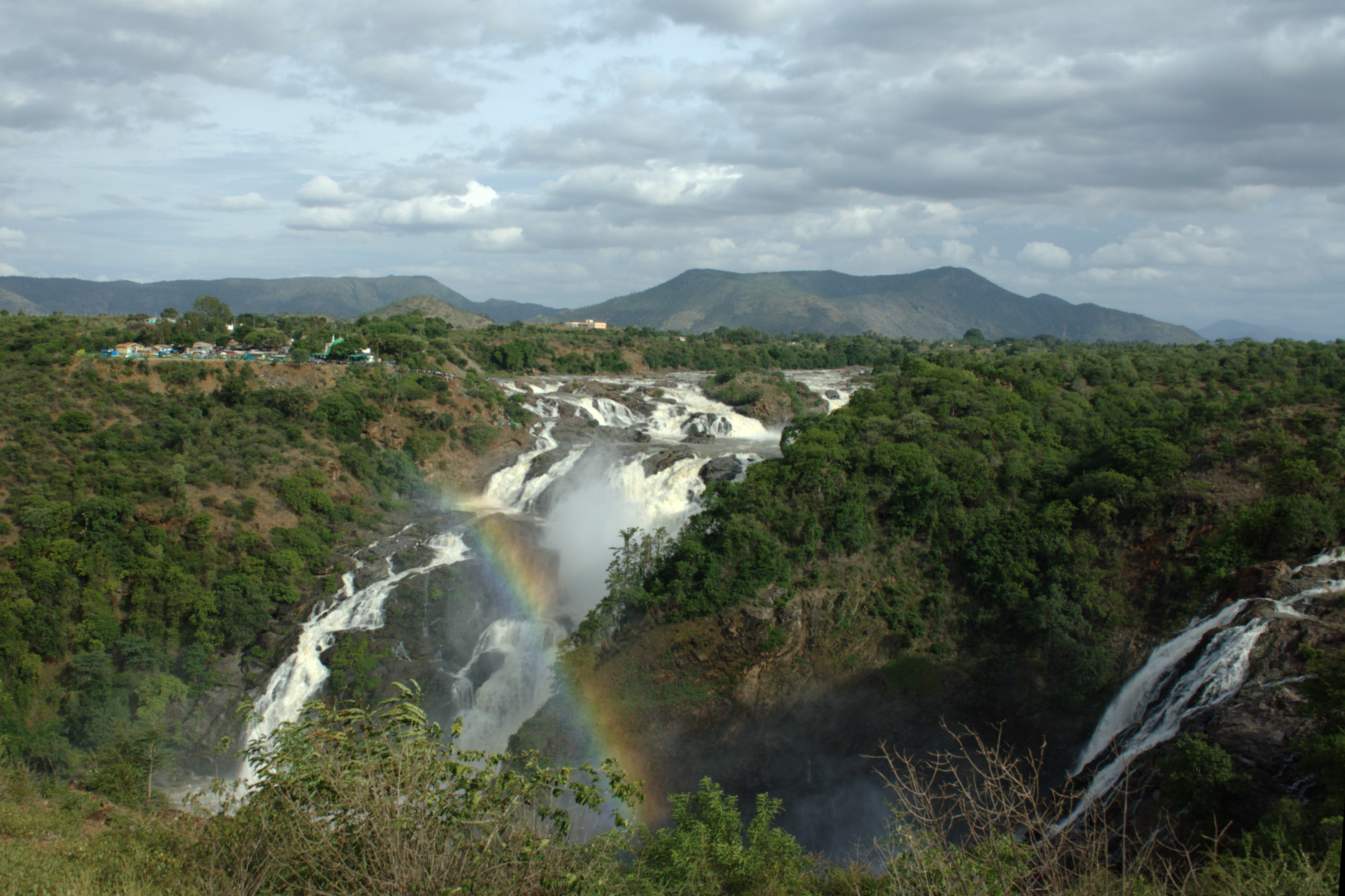
Les chutes de Shivanasamudra.
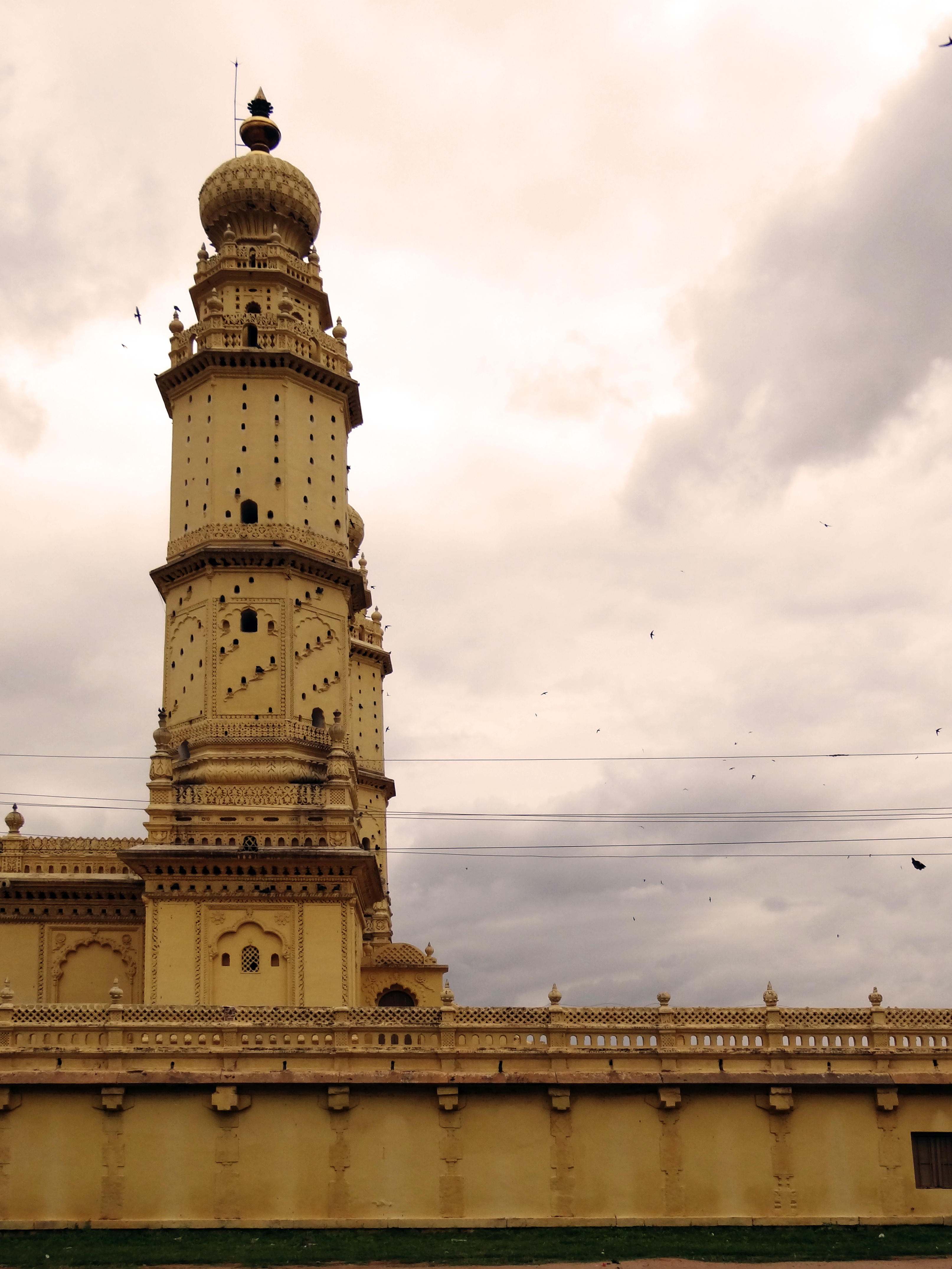
La tombe de Tipu Sahib.
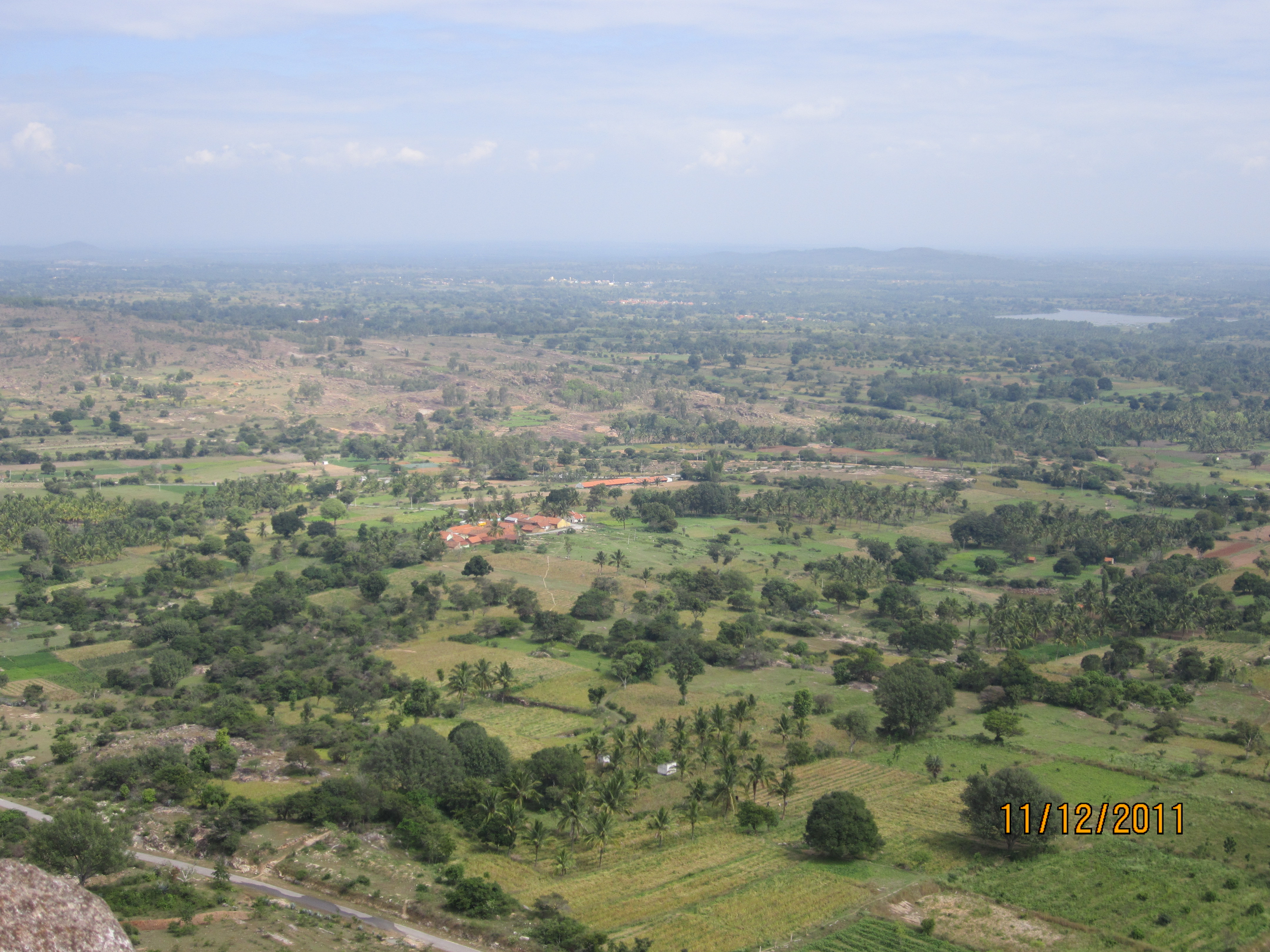
Paysage à Melkote.